# Grässtrån och gatsten
Grässtrån och gatsten är ett album av Jan Hammarlund, utgivet 2002. På skivan medverkar utöver Hammarlund även gitarristen Johan Zachrisson (Zilverzurfarn), dragspelaren Lars Hollmer och munspelaren Bill Öhrström.
Albumet innehåller bland annat sånger om händelserna kring EU-toppmötet i Göteborg 2001.

## Låtlista
1. "Dem som vi behöver"
2. "Hund begravd (Göteborg, Göteborg)"
3. "Gatsten"
4. "Balladen om kravallpolis 2243"
5. "Brev till Giordano Bruno"
6. "Terroriststämplar"
7. "Tack och lov för gräset"
8. "Elfte september"
9. "Inga fler folkmord i mitt namn"
10. "Ungar blir kära"
11. "Jag har en sång"